# 加伯爾施羅芬山

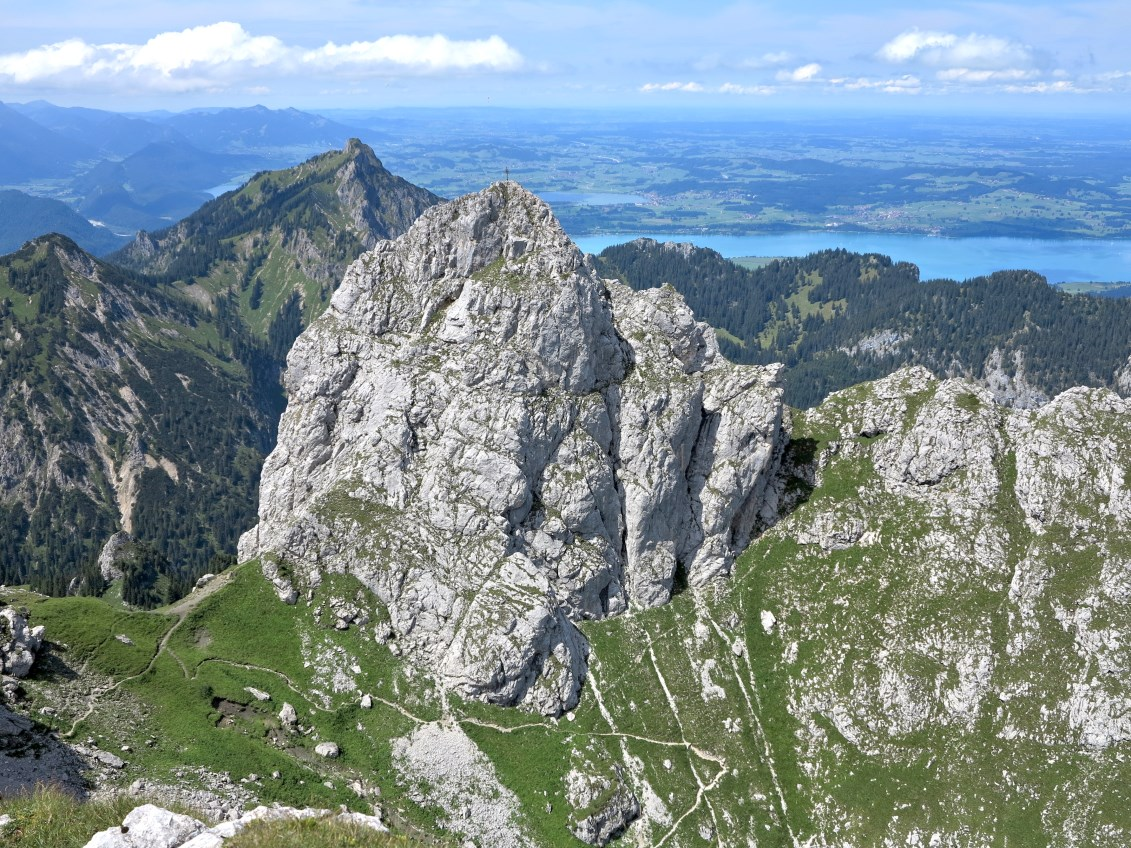

47°33′09″N 10°49′26″E / 47.552607°N 10.824015°E
加伯爾施羅芬山（德語：Gabelschrofen），是德國的山峰，位於該國南部，由巴伐利亞負責管轄，屬於阿爾高阿爾卑斯山脈的一部分，海拔高度1,989米，每年平均降雨量1,758毫米。